# أناستاسيوس كوزاليس
أناستاسيوس كوزاليس (مواليد سنة 1950) (باليونانية: Αναστάσιος Κουζάλης)‏ هو فيزيائي قبرصي، ورئيس جمعية خريجي الجامعات السوفيتية والروسية في قبرص. تخرج من الجامعة الروسية لصداقة الشعوب سنة 1974.

## مسيرته
ولد أناستاسيوس كوزاليس سنة 1950. في عام 1974 تخرج مع مرتبة الشرف من كلية الفيزياء والرياضيات والعلوم الطبيعية من الجامعة الروسية لصداقة الشعوب.
منذ عام 1980، انتخب كوزاليس لمنصب الأمين العام للاتحاد القبرصي لخريجي الجامعات السوفياتية (الروسية).
من 1982 إلى 1985 كان الأمين العام لاتحاد الفيزيائيين من قبرص. منذ عام 1988، أصبح عضو اللجنة الاستشارية للتعليم العالي في قبرص. ة في الفترة من 1989 إلى 1995 كان أناستاسيوس موظفا في وزارة التعليم العالي في وزارة التربية والتعليم والثقافة في قبرص. وفي عام 1995 عين نائبا لمدير المدارس الثانوية.
له كتاب عن فيزياء الليزر وتطبيقه في مجال اقتصاد الدولة والتعليم، وشارك في مؤتمرات الفيزيائيين من اليونان وقبرص في موسكو.